# Dom bankowy Wilhelma Landaua w Łodzi

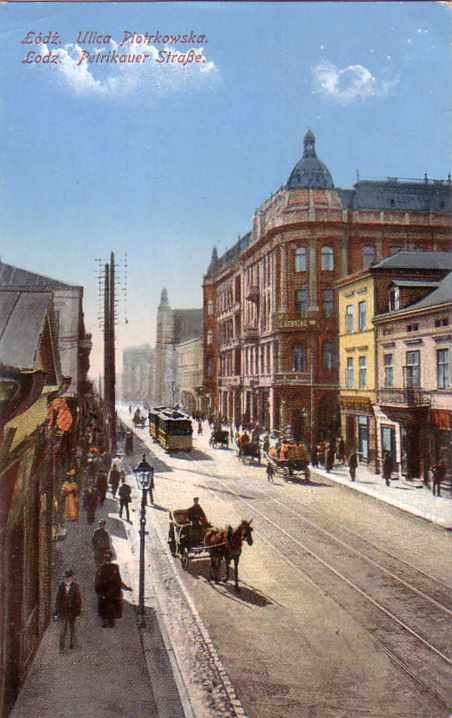
Dom bankowy Wilhelma Landaua (widok archiwalny)

Dom bankowy Wilhelma Landaua – kamienica znajdująca się przy ulicy Piotrkowskiej 29 w Łodzi.
Kamienica jest przykładem najbardziej efektownego budownictwa secesyjnego w Łodzi.

## Historia
Bank Wilhelma Landaua założony w 1858 roku należał do najpoważniejszych prywatnych banków warszawskich końca XIX wieku. W Łodzi bank działał od 1870 roku, początkowo filia banku mieściła się przy ulicy Piotrkowskiej 39.
Po zakupie w początku XX wieku działki przy posesji nr 29, Wilhelm Landau zlecił wykonanie projektu nowej siedziby. Projekt trzypiętrowej kamienicy z mansardowym dachem, w kwietniu 1902 roku, wykonał łódzki architekt Gustaw Landau-Gutenteger. Budowa została ukończona w 1903 roku. Bank zajmował w tej kamienicy jedynie pierwsze piętro, na drugim i trzecim wynajmowano cztery wielopokojowe luksusowe mieszkania, natomiast parter wynajmowano na sklepy. W latach międzywojennych gmach został sprzedany Polskiemu Bankowi Przemysłowemu we Lwowie, później zaś właścicielowi prywatnemu. W latach 1945–1951 w kamienicy mieścił się Zarząd Centralny Państwowego Urzędu Repatriacyjnego. 
W 1952 roku w kamienicy otwarto drugi w Łodzi Dom Handlowy „Delikatesy”, a w roku 1962 na frontonie umieszczono pierwszy w mieście kolorowy, trzypiętrowy neon obrotowy. W latach 80. XX w. przeprowadzono remont generalny przywracając świetność elewacji.
Budynek wpisany jest do rejestru zabytków pod numerem A/66 z 20.01.1971.

## Architektura
Architektura budynku łączy neobarokową formę, wzorowana na ówczesnej architekturze paryskiej, z detalami o charakterze secesyjnym: ornamentami roślinno-geometrycznymi, charakterystycznymi maskami, miękką linią okien. Obiekt posiada także cechy modernistyczne, do których należą: nowoczesna  konstrukcja (żelazna - zastosowano też żelbet), wyraziste podziały elewacji oraz oszczędnie zastosowane detale.
Secesyjny wystrój stał się ozdobą wnętrz.  
Elewacja kamienicy od strony ulicy Piotrkowskiej ma sześć okien, a dłuższa od strony Więckowskiego – osiem. Obie elewacje łączy półokrągły narożnik o trzech oknach, zwieńczony kopułą. Nad głównym portalem, od ulicy Piotrkowskiej znajduje się głowa Merkurego – boga handlu otoczona motywami roślinnymi, a w łuku portalu umieszczono inicjały właściciela WL wplecione w secesyjne dekoracje roślinne.
Tablica na fasadzie od strony ulicy Piotrkowskiej upamiętnia poetę Młodej Polski, Tadeusza Micińskiego, który urodził się w domu stojącym wcześniej w miejscu obecnej kamienicy.